# Ségué
Pour les articles homonymes, voir Ségué.
Ségué est une commune malienne, chef-lieu d'arrondissement dans le cercle de Bankass, et la région de Bandiagara.

## Villages
La commune s'étend sur 43 localités relevées lors du recensement général de 2009. 
Les villages les plus peuplés sont :
- Yelle (1 556 habitants)
- Ségué (1 387 habitants)
- Koulou (1 306 habitants)